# Victoria's Secret
Victoria's Secret er en amerikansk virksomhed, der producerer undertøj, tøj og skønhedsprodukter til kvinder.  Virksomheden blev grundlagt i 1977. Med 2012 omsætning på $ 6.12 milliarder, er brandet den største amerikanske forhandler af kvinders lingeri. Victorias Secret er ejet af L Brands, et børsnoteret selskab.